# Пирати са Кариба: Тајна шкриње
Пирати са Кариба: Тајна шкриње (енгл. Pirates of the Caribbean: Dead Man's Chest) је амерички фантастично-авантуристички филм из 2006. године, режисера Гора Вербинског, према сценарију који су написали Тед Елиот и Тери Росио, док је продуцент филма био Џери Брукхајмер. Наставак је филма Пирати са Кариба: Проклетство Црног бисера (2003) и друго је остварење у истоименом серијалу. Смештен годину дана након догађаја из Проклетства Црног бисера, филм открива да капетан Џек Спароу (Џони Деп) има дуг према Дејвију Џоунсу (Бил Нај), ужасном капетану Летећег Холанђанина, и да је означен за смрт и прогоњен од стране кракена. У међувремену, венчање Вила Тарнера (Орландо Блум) и Елизабет Свон (Кира Најтли) прекида лорд Катлер Бекет (Том Холандер), који жели да му Тарнер донесе Џеков магични компас у покушају да пронађе Мртвачеву шкрињу.
Два наставка Проклетства Црног бисера су осмишљена 2004, када су Елиот и Росио развили јединствену причу која би се протезала кроз оба филма. Филм је сниман од фебруара до септембра 2005. на Сент Винсенту и Гренадинима, Доминики, Бахамима, као и у Лос Анђелесу. Сниман је истовремено са трећим филмом у серијалу, Пирати са Кариба: На крају света (2007).
Филм је изашао у америчким биоскопима 7. јула 2006. године и наишао је на помешане реакције критичара, који су похвалили специјалне ефекте, акционе сцене, музику Ханса Цимера, хумор и глуму, посебно Депову и Најову, али су критиковали компликовану радњу и време трајања. Филм је у време изласка оборио неколико рекорда, укључујући онај за најуспешнији премијерни викенд у Сједињеним Државама са 136 милиона долара, најбржи филм који је зарадио преко милијарду долара (63 дана), најуспешнији први наставак; постао је филм са највећом зарадом из 2006. године и трећи најуспешнији филм икада (иза филмова Титаник и Господар прстенова: Повратак краља). Био је и најуспешнији Дизнијев филм, док га 2010. године није престигао филм Прича о играчкама 3. Освојио је награду Оскар за најбоље визуелне ефекте, а био је номинован и за најбољу сценографију, најбољу монтажу звука и најбољи микс звука. Наставак, Пирати са Кариба: На крају света, изашао је наредне године.

## Радња
Венчање Вил Тарнера и Елизабет Свон прекида лорд Катлер Бекет из Британске источноиндијске компаније, који стиже у Порт Ројал са њиховим налозима за хапшење, оптужујући их да су помогли у бекству капетана Џека Спароуа. Упркос томе што је такође имао налог, комодор Џејмс Норингтон је поднео оставку у Краљевској морнарици и нестао након што је изгубио свој брод, Неустрашивог, у урагану док је тражио Џека.
У међувремену, на броду Црни бисер, Џека посећује Вилов отац, Бутстрап Бил Тарнер, који је сада члан посаде Летећег Холанђанина, чији је капетан Дејви Џоунс. Он обележава Џека црном тачком и подсећа га да је имао договор са Џоунсом да подигне Црни бисер из дубина у замену за његову слободу, дуг који Џек није могао да отплати, и сада мора да служи Холанђанину или ће га кракен одвући у Ормарић Дејвија Џоунса. У међувремену, откривајући овлашћења за одмазду намењена Џеку која је потписао краљ Џорџ, Бекет нуди да ослободи Вилу и Елизабет у замену за то да му Вил донесе Џеков компас.
Вил проналази Џека и његову посаду на једном острву и помаже им да побегну од канибала. Након тога, Џек посећује вуду свештеницу Тију Далму, која помаже у проналажењу Мртвачеве шкриње, у којој се налази срце Дејвија Џоунса које још увек куца. Џек намерава да га пронађе и ослободи се дуга Џоунсу. Вил склапа договор са Џеком да пронађе кључ од шкриње у замену за Џеков компас, али је на превару доспео у ропство са Џоунсовом посадом на Холанђанину уместо Џека. Џоунс пристаје да ослободи Џека ропства ако успе да му обезбеди још 99 душа. Вил се удружује са својим оцем, Бутстрап Билом, на Холанђанину и путем игре са коцкицама сазнаје да се код Џоунса налази кључ шкриње. Вил бежи са кључем и укрцава се на брод Единбург Трејдер. Џоунс призива кракена и потапа брод, али Вил успева да побегне.
У међувремену, Елизабетин отац, гувернер Свон, извлачи је из затвора, али је и сам заробљен. Елизабет краде од Бекета овлашћења за одмазду и креће у Тортугу, где проналази и Џека и пијаног Норингтона. Џек превари Елизабет да употреби свој компас да пронађе Џоунсову шкрињу. Све странке стижу на острво Крусис, где је шкриња закопана. Тамо избија борба мачевима између Џека, Вила и Норингтона, од којих сваки жели Џоунсово срце за сопствене циљеве: Џек жели да заустави кракена и отплати свој дуг Џоунсу; Вил жели да ослободи свог оца од Холанђанина; а Норингтон жели да поврати свој живот морнаричког официра. У насталом хаосу, Норингтон потајно краде срце и овлашћења за одмазду пре него што побегне. Џоунс и кракен нападају Црни бисер, убијајући већину посаде и уништавајући све чамце за спасавање брода осим једног. Џек користи чамац да накратко побегне од битке, али се враћа да рани кракена мрежом пуном барута и рума.
Џек наређује преживелима да напусте брод, али Елизабет схвата да кракен жели само Џека. Елизабет превари Џека тако што га веже за јарбол како би посада могла да побегне док кракен повлачи Џека и Црни бисер у дубину. Дејви Џоунс, наизглед задовољан што је Џеков дуг измирен, отвара шкрињу и открива да је срце украдено. Норингтон доноси Бекету овлашћења и Џоунсово срце, чиме осигурава да ће бити враћен у морнарицу, истовремено дајући Источноиндијској компанији контролу над Дејвијем Џоунсом, Летећим Холанђанином и кракеном. Џекова посада се враћа код Тије Далме, где се сви слажу да би због Џека отпутовали на крај света. Тија Далма их упознаје са капетаном који би могао да их тамо одведе: васкрслим Хектором Барбосом.
Сцена после одјавне шпице показује да су раније приказани канибали изабрали пса за свог новог поглавицу.

## Улоге
| Глумац           | Улога                  |
| ---------------- | ---------------------- |
| Џони Деп         | капетан Џек Спароу     |
| Орландо Блум     | Вилијам „Вил” Тарнер   |
| Кира Најтли      | Елизабет Свон          |
| Бил Нај          | Дејви Џоунс            |
| Џек Давенпорт    | Џејмс Норингтон        |
| Том Холандер     | лорд Катлер Бекет      |
| Стелан Скарсгорд | „Бутстрап Бил” Тарнер  |
| Кевин Макнали    | Џошами Гибс            |
| Џонатан Прајс    | гувернер Ведерби Свон  |
| Наоми Харис      | Тија Далма             |
| Ли Аренберг      | Пинтел                 |
| Макензи Кук      | Рагати                 |
| Дејвид Бејли     | Котон                  |
| Џефри Раш        | капетан Хектор Барбоса |

## Продукција
Снимање је почело 28. фебруара 2005, а снимано је поново у Коста Алегреу, у Халиско (Мексико) и Бароулију (Св. Винсент). Наставак такође садржи сцене које су снимане на Доминики и на Бахамима. Наставци су снимани један за другим, као код трилогије Господар прстенова, мада је 2005. године пажња била усмерена на Тајну шкриње са неколико сцена из трећег дела које су снимљене. Због овог начина снимања, снимање Тајне шкриње је завршено 7. фебруара 2006. године. Иако су снимани један за другим, у биоскопима су приказивани са годином размака. Снимање трећег дела је започето 2006. године.
Премијера Тајне шкриње је била у Дизниленду, у Анахајму, Калифорнија, 24. јуна 2006, два дана раније од обнављања атракције Пирата са Кариба, на коме је серија филмова заснована. Обновљена атракција укључује подешену причу и аудио-аниматронику засновану на филмовима и отворена је 26. јуна 2006. године. Иста атракција у Walt Disney World-у на Флориди је такође обновљена 7. јула 2006. упоредо са изласком филма.

## Реакције
Филм Пирати са Кариба: Тајна шкриње је зарадио 55,8 милиона долара првог дана приказивања, самим тим је поставио рекорд за највећу зараду дана када је изашао, највећу зараду у једном дану и највећу зараду петком свих времена. Претходни рекорд је држао филм Ратови звезда: Епизода III — Освета сита са 50.013.859 долара.
Филм је оборио рекорд и за зараду током првог викенда приказивања са 135.634.554 долара, а претходни рекорд је држао Спајдермен 2 са 114.844.116 долара. Продато је 200.000 карата више него за Спајдермена. До 21. августа 2006. године, овај филм је зарадио 401 милион долара у САД, док је широм света зарадио око 864 милиона долара и налазио се на 11 месту филмова са највећом зарадом широм света, а на 7. месту са зарадом у земљи у којој је произведен.